# جعفر پورکبگانی
جعفر پورکبگانی (زاده ۱۵ مهر ۱۳۳۹، بوشهر) نمایندهٔ دورهٔ دوازدهم مجلس شورای اسلامی از حوزهٔ انتخابیهٔ بوشهر، گناوه و دیلم در استان بوشهر است که با کسب ۲۳۰۰۳ رای به مجلس شورای اسلامی راه پیدا کرد.
وی پیش تر فرماندار شهرستان بوشهر، رئیس شورای اسلامی شهر بوشهر و قائم مقام بازرسی جنوب کشور و معاون اداره کل بازرسی استان بوشهر بود.